# Invisible Agent
Invisible Agent is een Amerikaanse sciencefictionfilm uit 1942, gedistribueerd door Universal Pictures. De film is het vervolg op The Invisible Woman. Hoofdrollen werden vertolkt door Ilona Massey, Jon Hall en Peter Lorre.

## Verhaal
De film draait om de kleinzoon van de originele onzichtbare man. Hij emigreert naar de Verenigde Staten alwaar hij zich vestigt onder de naam Frank Raymond, en een drukkerij begint in Manhattan. In zijn zaak wordt hij geconfronteerd met vier gewapende mannen die beweren zijn ware identiteit te kennen. Een van de mannen, Conrad Stauffer, is lid van de SS. Een andere van de vier mannen, Baron Ikito, is een Japanner. Ze zoeken de onzichtbaarheidsformule van Franks grootvader. Frank kan ternauwernood ontsnappen met de formule.
Frank wil de formule niet overdragen aan de Amerikaanse overheid, en wil enkel met hen samenwerken als hij zelf de formule kan gebruiken. Frank gebruikt de formule om onzichtbaar te worden, en wordt vervolgens per parachute gedropt achter de Duitse grens. Zijn missie is om een lijst van Japanse spionnen die nu actief zijn in de Verenigde Staten te bemachtigen. De lijst was in het bezit van Stauffer. Frank wordt bijgestaan door Maria Sorenson, een Britse spionne en het liefje van Stauffer. Frank bemachtigt de lijst, en brengt deze terug naar zijn opdrachtgever.
Frank breekt uiteindelijk in bij een Duitse gevangenis om informatie te verzamelen over een geplande Duitse aanval op New York. Hij wordt gevangen, en meegenomen naar de Japanse ambassade. Hij kan ontkomen in de chaos die ontstaat wanneer Stauffers mannen arriveren. Op het eind van de film stelen Frank en Maria een vliegtuig en vliegen naar Engeland.

## Rolverdeling
| Acteur             | Personage       |
| ------------------ | --------------- |
| Ilona Massey       | Maria Sorenson  |
| Jon Hall           | Frank Raymond   |
| Peter Lorre        | Baron Ikito     |
| Cedric Hardwicke   | Conrad Stauffer |
| J. Edward Bromberg | Karl Heiser     |
| Albert Bassermann  | Arnold Schmidt  |
| John Litel         | John Gardiner   |

## Achtergrond
De film was vooral bedoeld als een propagandafilm om het moreel van de Amerikaanse bevolking tijdens de Tweede Wereldoorlog hoog te houden. Het concept is losjes gebaseerd op het boek de onzichtbare man van H. G. Wells. Wells had een contract met Universal dat zijn werk gebruikt mocht worden voor meerdere films.
De speciale effecten werden wederom gedaan door John P. Fulton, die ook al meewerkte aan de vorige "invisible man"-films.

## Prijzen en nominaties
In 1943 werd de film genomineerd voor een Oscar in de categorie “beste speciale effecten”.